# Lipton WTA Championships 1983
Il  Lipton WTA Championships 1983 è stato un torneo di tennis giocato sulla terra rossa. È stata la 4ª edizione del torneo, che fa parte del Virginia Slims World Championship Series 1983. Si è giocato all'Amelia Island Plantation di Amelia Island negli USA dall'11 al 17 aprile 1983.

## Campionesse

### Singolare
Chris Evert-Lloyd ha battuto in finale   Carling Bassett con il punteggio di 6–3, 2–6, 7–5

### Doppio
Rosalyn Fairbank /  Candy Reynolds hanno battuto in finale  Hana Mandlíková /  Virginia Ruzici con il punteggio di 6–4, 6–2